# Дослід Еліу Томсона
Дослід Еліу Томсона — ефектна наочна демонстрація правила Ленца, яку запропонував Еліу Томсон.

## Опис досліду
Експериментальна установка являє собою вертикально розташований соленоїд з осердям. На осердя надягнуто кільце з легкого металу з малим питомим опором (наприклад, алюмінію). Кінці соленоїда підключають до мережі змінного струму. При вмиканні струму кільце підкидається до стелі аудиторії. Якщо кільце утримувати нерухомо (наприклад, щипцями), воно дуже розігрівається. Якщо сила струму в соленоїді не надто велика, то кільце буде ширяти над соленоїдом на деякій висоті.

## Фізичне пояснення
Під час протікання змінного струму через обмотку соленоїда в осерді виникає змінне магнітне поле, яке збуджує індукційний струм у кільці. За правилом Ленца, ці струми течуть таким, щоб зменшити те поле, яке їх створює, тобто їхній напрямок протилежний до напрямку струму в обмотці соленоїда. Як наслідок, між струмом у соленоїді і струмом у кільці виникає сила відштовхування Ампера. Якщо опір кільця незначний, то індукційний струм досягає значної величини, і сила відштовхування здатна підкинути кільце на кілька метрів угору. Якщо сили недостатньо, щоб підкинути кільце, або якщо утримувати кільце зовнішнім впливом, то збуджувані струми індукції призводять до розігріву кільця відповідно до закону Джоуля — Ленца.